# Bronisław Kupiec
Bronisław Kupiec (ur. 2 marca 1909 w Krakowie, zm. 21 czerwca 1970 we Wrocławiu) – polski artysta-fotografik.

## Życiorys
Po śmierci ojca w 1921, razem z rodziną przeprowadził się do Lwowa i podjął pierwszą pracę zarobkową, równocześnie uczył się w gimnazjum, które ukończył w 1927. Rozpoczął studia na Politechnice Lwowskiej, ale ponieważ uniemożliwiało mu to równoczesną pracę zarobkową i pogłębianie wiedzy fotograficznej, przeniósł się na Wydział Humanistyczny Uniwersytetu Jana Kazimierza. W 1937 nawiązał kontakt z Witoldem Romerem, który kierował Zakładem Fotografii Politechniki Lwowskiej. Było to możliwe dzięki Lwowskiemu Klubowi Filmowemu i Lwowskiemu Towarzystwu Fotograficznemu. Dzięki wstawiennictwu Romera w 1938 rozpoczął pracę Zakładach Towarzystwa Nauczycieli Szkół Średnich i Wyższych "Książnica Atlas", gdzie kierował działem wydawnictw fotograficznych. Po wybuchu II wojny światowej pracował w Instytucie Badań nad Durem Plamistym i Wirusami pod kierunkiem Rudolfa Weigla, gdzie zajmował się tworzeniem dokumentacji fotograficznej, a przede wszystkim fotomikrografią. Po wysiedleniu Polaków ze Lwowa w 1946 znalazł się na Dolnym Śląsku, gdzie z ramienia Instytutu Zachodniego tworzył dokumentację do monografii o tzw. Ziemiach Zachodnich. W 1949 kontynuował swoją pracę na Pomorzu, gdzie również rejestrował zdjęcia architektury i krajobrazu. Równocześnie od 1946 mieszkał we Wrocławiu, był asystentem Katedry Fototechniki Uniwersytetu i Politechniki Wrocławskiej, wykładał również w Państwowej Szkole Asystentów Technicznych. W 1950 rozpoczął tworzenie pierwszego w Polsce naukowego zakładu dokumentacji fotograficznej i filmowej nauk medycznych przy wrocławskiej Akademii Medycznej. W 1959 był inicjatorem powstania Studium Fotografiki w Państwowej Wyższej Szkole Sztuk Plastycznych. Początkowo miało ono być związane z Wydziałem Ceramiki i Szkła, a po rozbudowie stało się międzywydziałowym Zakładem Fotografiki, pierwszym w Polsce. Współpracował z wydawnictwem Zakładu Narodowego im. Ossolińskich, które wykorzystywało opracowywane przez niego diapozytywy do swoich publikacji.

## Członkostwo
- Lwowskie Towarzystwo Fotograficzne;
- Współorganizator i założyciel Wrocławskiego Towarzystwo Fotograficzne (obecnego DSAFiTA);
- Prezes Okręgu Wrocławskiego ZPAF;
- Współorganizator i współpracownik Sekcji Fotografii Naukowej ZPAF;
- Rzeczoznawca do spraw fotografiki Ministerstwa Kultury i Sztuki.

## Odznaczenia
- Nagroda Miasta Wrocławia;
- Artiste a następnie Excellence Federation Internationale de l’Art Photographique.